# Stora Stubbskär
Stora Stubbskär är en ö nära Skäriråsen i Nagu,  Finland. Den ligger i Skärgårdshavet eller Norra Östersjön i Pargas stad i den ekonomiska regionen  Åboland i landskapet Egentliga Finland, i den sydvästra delen av landet. Ön ligger omkring 3 kilometer sydost om Skäriråsen, 45 kilometer söder om Nagu kyrka, 77 kilometer söder om Åbo och omkring 180 kilometer väster om Helsingfors. Närmaste allmänna förbindelse är förbindelsebryggan vid Trunsö som trafikeras av M/S Nordep. Stora 
Öns area är 1,4 hektar och dess största längd är 200 meter i sydöst-nordvästlig riktning. Det finns inga samhällen i närheten.